# François Abraha
François Abraha (ur. 2 kwietnia 1918 w Asmara, zm. 26 marca 2000) – etiopski duchowny katolickiego kościoła etiopskiego, w latach 1961–1984 eparcha Asmary. Uczestnik Soboru Watykańskiego II.

## Życiorys
Urodził się 2 kwietnia 1918 w Asmarze.
Święcenia kapłańskie otrzymał 12 marca 1944. 9 kwietnia 1961 został mianowany biskupem Asmary. Chirotonię przyjął 8 października 1961 z rąk arcybiskupa Asrate Mariam Yemmeru. Urząd pełnił do rezygnacji 17 lipca 1987.
Zmarł 26 marca 2000 w wieku 81 lat.